# Лонгамп
Лонгамп (нем. Longkamp) — община в Германии, в земле Рейнланд-Пфальц. 
Входит в состав района Бернкастель-Витлих. Подчиняется управлению Бернкастель-Кюс.  Население составляет 1170 человек (на 31 декабря 2010 года). Занимает площадь 11,50 км².